# HD 158220
HD 158220，又名CP-56 8304，SAO 244808、HR 6505，是一颗恒星，视星等为5.95，位于銀經334.62，銀緯-12.46，其B1900.0坐标为赤經17h 22m 53s，赤緯-56° -12.46′ 28″。